# Giornata mondiale della gioventù

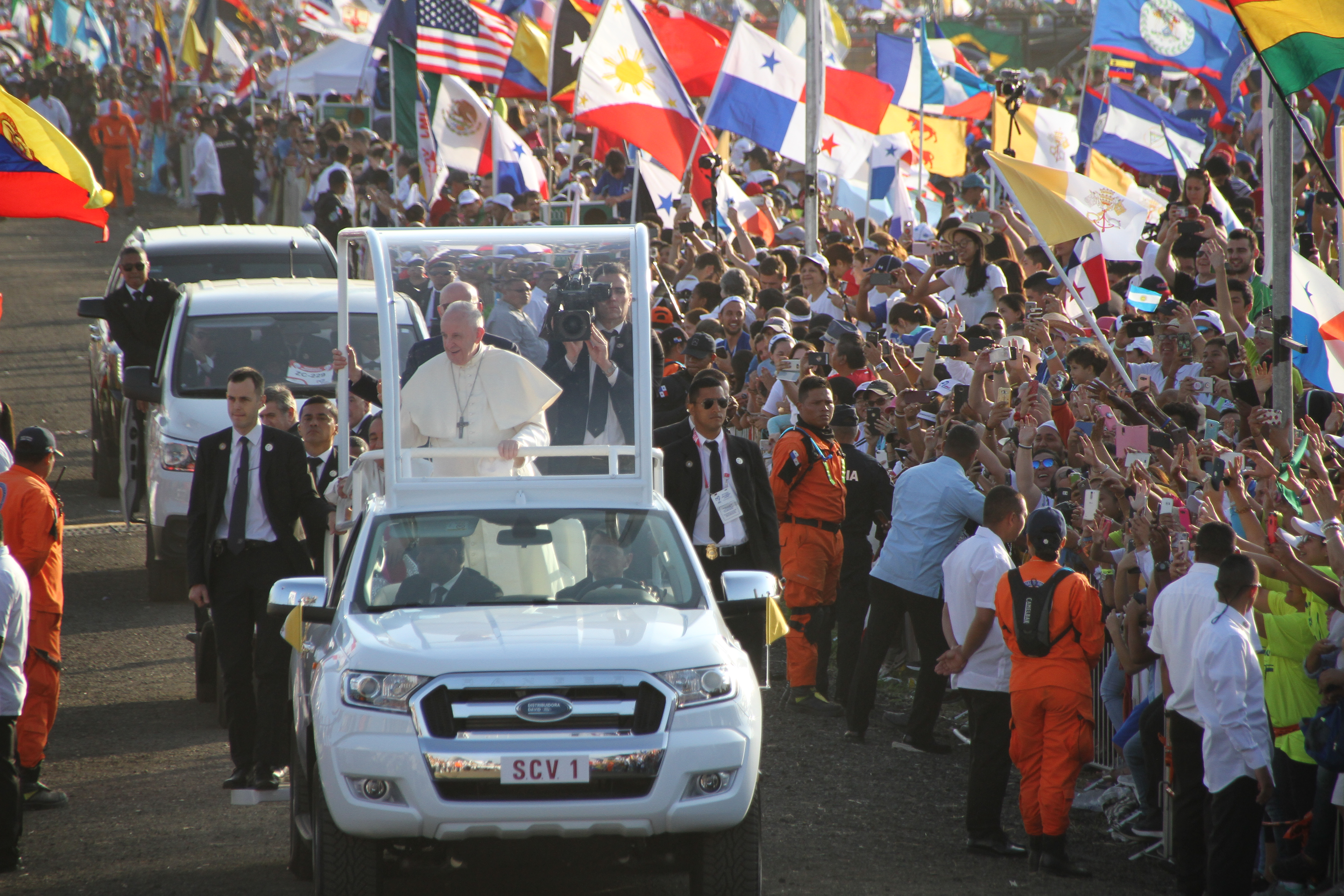
Papa Francesco saluta i fedeli durante la GMG del 2019 a Panama.

La Giornata Mondiale della Gioventù, spesso chiamata con la sigla GMG, è un incontro internazionale di spiritualità e cultura dei giovani cattolici, promosso dalla Chiesa cattolica su iniziativa del papa.
Tali incontri ebbero inizio nel 1985 per intuizione di papa Giovanni Paolo II, il quale tuttavia non si considerò mai il fondatore delle GMG, piuttosto affermava: «i giovani le hanno create». Egli desiderava promuovere le aspirazioni dei giovani ad avere un proprio spazio nella chiesa e nel mondo, e, disponendosi a sostenere la loro iniziativa, creò la "Sezione giovani" del Pontificio Consiglio per i Laici, che coordina la realizzazione delle giornate. Dal 2016, con la soppressione di questo organo, queste competenze sono passate al nuovo Dicastero per i laici, la famiglia e la vita.
Le Giornate mondiali della gioventù vengono celebrate secondo due modalità:
- a livello internazionale, ogni due o tre anni in una specifica città del mondo scelta volta per volta dal pontefice, con un grande raduno che avviene secondo modalità consolidate negli anni e con un grande numero di partecipanti da ogni parte del mondo. L'ultimo incontro internazionale, il quarto presieduto da papa Francesco, si è tenuto dal 1º al 6 agosto 2023 a Lisbona, in Portogallo;
- a livello diocesano, ogni anno: gli incontri sono organizzati dalle varie diocesi mondiali e in piazza San Pietro a Roma con il papa. Originariamente fissata alla domenica delle Palme, è stata spostata da papa Francesco alla solennità di Cristo Re (la domenica tra il 20 e il 26 novembre) a partire dal 2021.

## Il programma
Questo è il programma di massima di uno degli ultimi cinque incontri internazionali.

### Settimana precedente all'incontro
- "Giorni nelle diocesi" o "Giornate dell'incontro" o DID, dall'inglese Days in the Dioceses. I partecipanti passano quattro-cinque giorni ospiti delle Diocesi limitrofe alla città ospitante l'evento, per una sorta di gemellaggio che prevede scambi culturali, momenti di spiritualità e di svago. L'accoglienza DID si è ufficializzata nell'evento parigino del 1997.
- Dalla GMG di Rio de Janeiro (2013) il lunedì viene organizzato un convegno riguardante la cura del creato e le questioni connesse alla sostenibilità ambientale.

### Martedì
Apertura solenne della GMG con una celebrazione eucaristica. Partono in città alcuni piccoli eventi collaterali (mostre, concerti, momenti di preghiera eccetera), tra i quali è generalmente prevista una grande festa dedicata ai pellegrini italiani.

### Mercoledì
Iniziano le catechesi mattutine per i partecipanti, tenute da personalità del mondo cattolico, in genere vescovi.

### Giovedì
Secondo giorno di catechesi mattutine. Arrivo del papa nella città ospitante.

### Venerdì
Terzo giorno di catechesi mattutine; al pomeriggio grande Via Crucis per le strade o in un luogo simbolo della città.

### Sabato
Trasferimento a piedi dei pellegrini in un grande spazio aperto dove in serata si svolge una veglia di preghiera e adorazione eucaristica presieduta dal papa. I partecipanti pernottano in quel luogo.

### Domenica
In mattinata, celebrazione eucaristica presieduta dal pontefice, al cui termine viene dato l'annuncio del nome della città che ospiterà l'incontro internazionale successivo. Segue la recita dell'Angelus.

## La storia delle GMG

Cartina indicante i Paesi che hanno ospitato le varie edizioni della GMG.

### Le origini
Tra il 1983 e il 1984, nel 1950º anniversario della Risurrezione di Gesù, si tenne a Roma l'Anno Santo della Redenzione. Nel programma fu inserito il Giubileo internazionale della gioventù in prossimità della Domenica delle Palme: in quell'occasione trecentomila giovani provenienti da tutto il mondo giunsero in città, ospitati da circa seimila famiglie romane. Nell'occasione papa Giovanni Paolo II consegnò una croce di legno ai giovani per simboleggiare "l'amore del Signore Gesù per l'umanità e come annuncio che solo in Cristo morto e risorto c'è salvezza e redenzione". Da allora presenzia alle veglie di tutti gli incontri internazionali e ha visitato decine di paesi in tutti i continenti.
Il 1985 fu proclamato dall'ONU Anno internazionale della gioventù. Papa Giovanni Paolo II colse l'occasione per ripetere l'esperienza dell'anno precedente promuovendo un nuovo incontro, che chiamò 350 000 giovani, di nuovo la Domenica delle Palme. Nell'occasione il Papa istituì ufficialmente la "Giornata mondiale della gioventù", da celebrarsi con cadenza annuale appunto la settimana precedente a Pasqua.
La prima edizione si svolse a Roma il 23 marzo 1986. In quell'occasione Papa Giovanni Paolo II si rivolse ai giovani di tutto il mondo con la lettera Sempre pronti a testimoniare la speranza che è in Voi, dando quindi appuntamento a tutti per l'anno successivo non a Roma, ma a Buenos Aires. Negli anni dispari l'incontro si sarebbe quindi svolto in una città del mondo scelta dal papa.

Da allora il dicastero vaticano incaricato dell'organizzazione e del coordinamento delle Giornate mondiali è il Pontificio consiglio per i laici, la cui "Sezione giovani" fu istituita a questo scopo nel 1985. Con lo scioglimento di questo Consiglio il 1º settembre 2016, le competenze sono state trasferite al nuovo Dicastero per i laici, la famiglia e la vita.

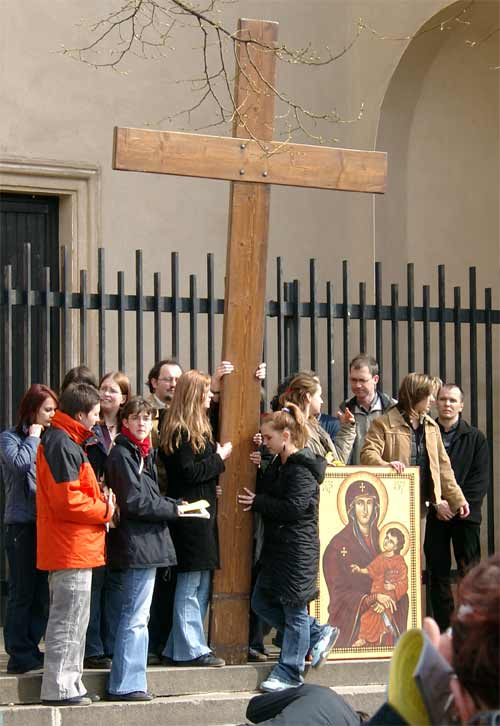
La croce della GMG e l'icona della Salus Populi Romani a Berlino nell'aprile 2004

### Gli incontri internazionali degli anni 1980

#### Roma 1986
Fu la prima edizione e si svolse a Roma il 23 marzo. L'inno di quell'anno fu Resta qui con noi.

#### Buenos Aires 1987
L'incontro di Buenos Aires si tenne l'11 e 12 aprile del 1987, Domenica delle Palme: nell'occasione novecentomila persone affollarono l'imponente viale Avenida 9 de Julio. L'inno di quell'anno fu Un nuevo sol.

#### Santiago di Compostela 1989
La seconda GMG internazionale, tenutasi a Santiago di Compostela, in Spagna, nel 1989, fu tra le probabili concause che ridiedero popolarità all'antico cammino di Santiago; a partire da questo incontro la giornata mondiale si è ampliata con tre giorni di catechesi prima della celebrazione finale. Per la prima volta l'incontro non si teneva la Domenica delle Palme, ma in piena estate.
Gli incontri internazionali successivi divennero sempre più lunghi e articolati. L'inno fu Somos los jovenes del 2000.

### Gli incontri internazionali degli anni 1990

#### Częstochowa 1991

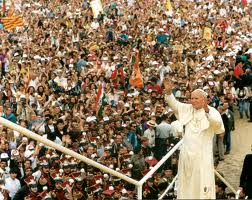
Papa Giovanni Paolo II saluta i giovani accorsi in occasione della GMG del 1991 a Częstochowa

La città successiva che ospitò l'evento fu Częstochowa: scelta doppiamente significativa: il Papa nel 1991 portava per la prima volta la GMG non solo nel proprio paese natale, la Polonia, ma anche al di là della cortina di ferro. Per la prima volta, quindi, parteciparono i giovani degli stati dell'ormai defunto blocco sovietico. L'inno fu Abba Ojcze.

#### Denver 1993
L'edizione successiva, tenutasi nel 1993, si svolgeva per la prima volta in un paese, gli Stati Uniti, non a maggioranza cattolica. La novità di questa edizione fu la celebrazione della Via Crucis. Dopo le prime "pionieristiche" edizioni, la GMG cominciava ad essere un evento di rilevante portata mediatica. L'inno fu One body.

#### Manila 1995
Nel 1995 la Giornata giungeva in Asia, a Manila, capitale delle Filippine, il paese più cattolico del continente: si tratta dell'edizione che in assoluto ha visto più partecipanti, circa cinque milioni: in base alle stime, si tratta del settimo più grande raduno di massa della storia. L'inno fu Tell the world of his love.

#### Parigi 1997

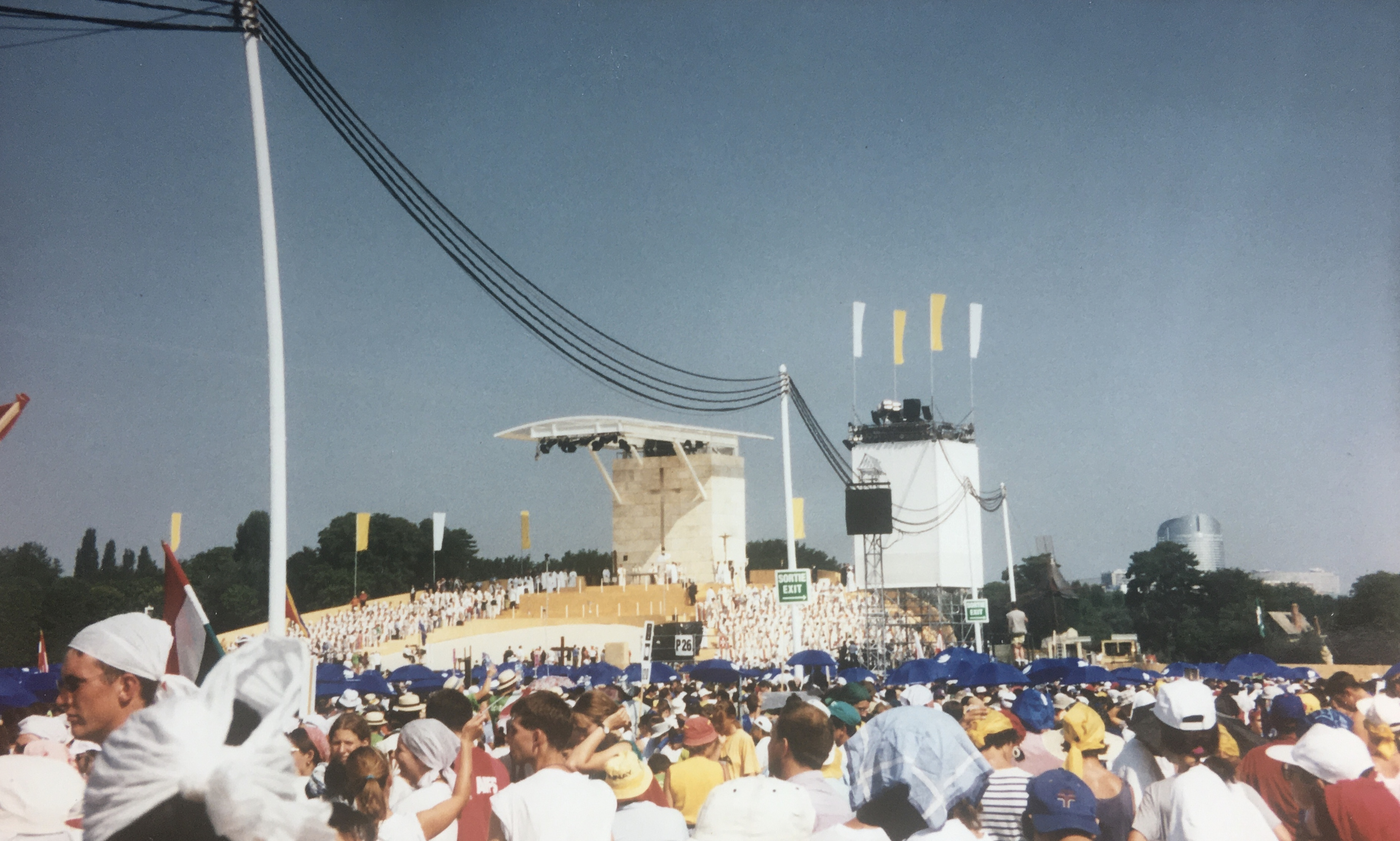
Palco allestito in occasione della GMG del 1997 a Parigi

Due anni dopo è Parigi a ospitare l'evento. L'introduzione di quest'anno furono i cosiddetti "Giorni nelle Diocesi": i pellegrini furono per alcuni giorni ospiti delle diocesi francesi con momenti di festa, preghiera e conoscenza. L'inno fu Maitre et seigneur.

### Gli incontri internazionali degli anni 2000

#### Roma 2000

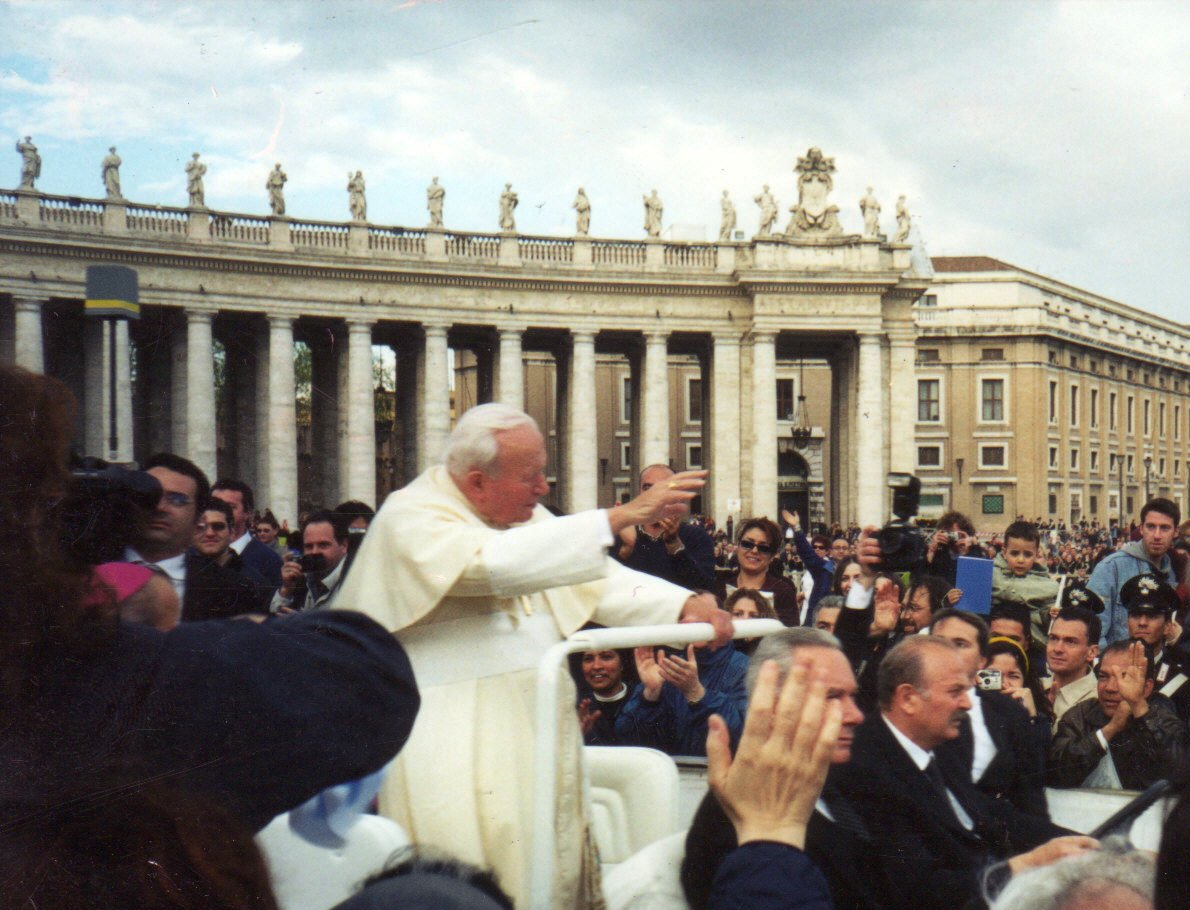
Papa Giovanni Paolo II saluta i fedeli durante la GMG del 2000 a Roma

Per l'edizione successiva di Roma si dovettero aspettare tre anni, e non due: questo per inserire l'incontro nel calendario del Giubileo del 2000. Oltre due milioni e mezzo di pellegrini raggiunsero la Città eterna per partecipare alle iniziative, culminate con una veglia e la messa presso la spianata di Tor Vergata. Nell'occasione i media italiani coniarono il termine "papaboys" per descrivere i giovani partecipanti. L'inno ufficiale della GMG fu Emmanuel, composto da Marco Mammoli, Marco Brusati, Massimo Versaci, Mauro Labellarte.

#### Toronto 2002
La XVII Giornata mondiale della gioventù si tenne a Toronto, in Canada. Questo incontro è ricordato soprattutto per il clima di incertezza in cui si svolse, essendo ancora freschi nella memoria gli attentati dell'11 settembre 2001. Fu l'ultimo incontro presieduto da papa Wojtyła, che vi partecipò ormai molto malato. L'inno fu Lumière du monde.

#### Colonia 2005

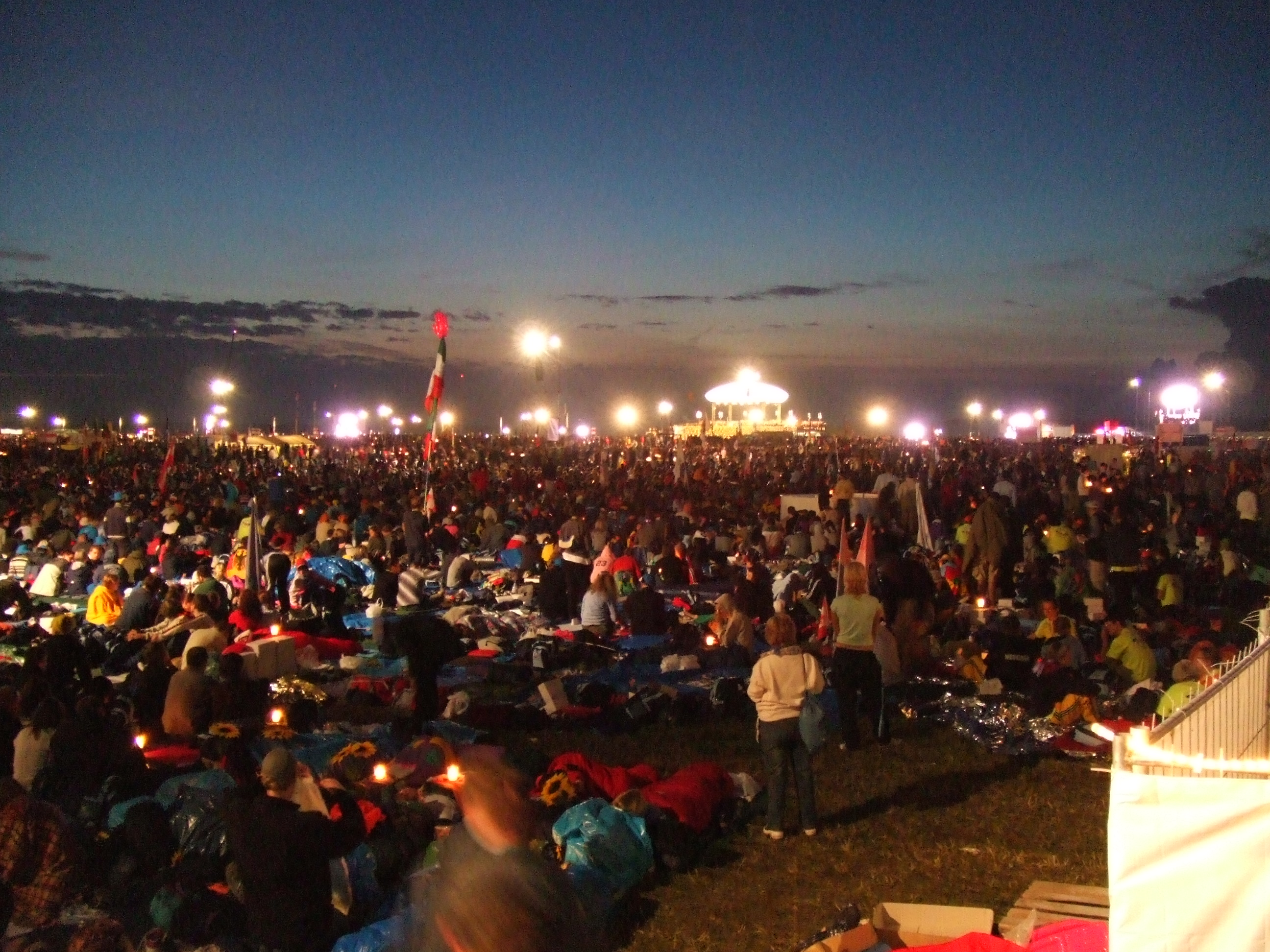
La spianata di Marienfeld la notte della veglia della GMG 2005 a Colonia

È il nuovo pontefice, Benedetto XVI, ad accogliere i giovani nell'agosto del 2005 nella città di Colonia in Germania, sua terra di origine in occasione della XX Giornata mondiale della gioventù. Siamo venuti per adorarlo fu lo slogan della manifestazione: sono le stesse parole pronunciate dai re Magi, le cui reliquie secondo la tradizione sono custodite nella città sul Reno. L'inno fu Venimus adorare eum.

#### Sydney 2008
La XXIII edizione della Giornata mondiale della gioventù svoltasi nel 2008 a Sydney, in Australia, è stata probabilmente quella con la maggiore risonanza mediatica. Ampio risalto è stato dato in queste giornate ai drammi degli aborigeni australiani; la giornata è ricordata anche per una nuova dichiarazione del Papa circa i casi di pedofilia all'interno della Chiesa cattolica. L'inno fu Receive the power.

### Gli incontri internazionali degli anni 2010

#### Madrid 2011

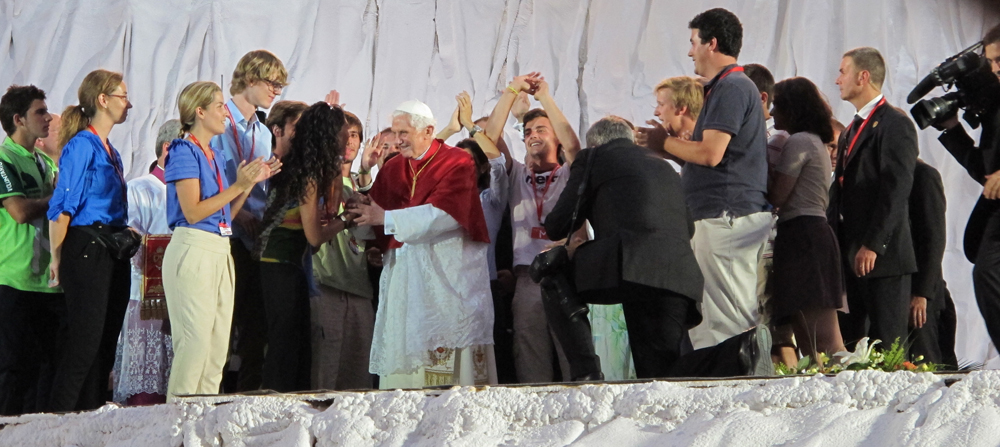
Papa Benedetto XVI saluta i giovani di diverse nazionalità al loro arrivo alla veglia durante la GMG del 2011 a Madrid

La XXVI edizione si è svolta a Madrid in Spagna dal 16 al 21 agosto 2011; l'affluenza dei pellegrini alla messa conclusiva è stata stimata in circa 2 milioni dagli organizzatori. L'inno fu Firmes en la fé.

#### Rio de Janeiro 2013

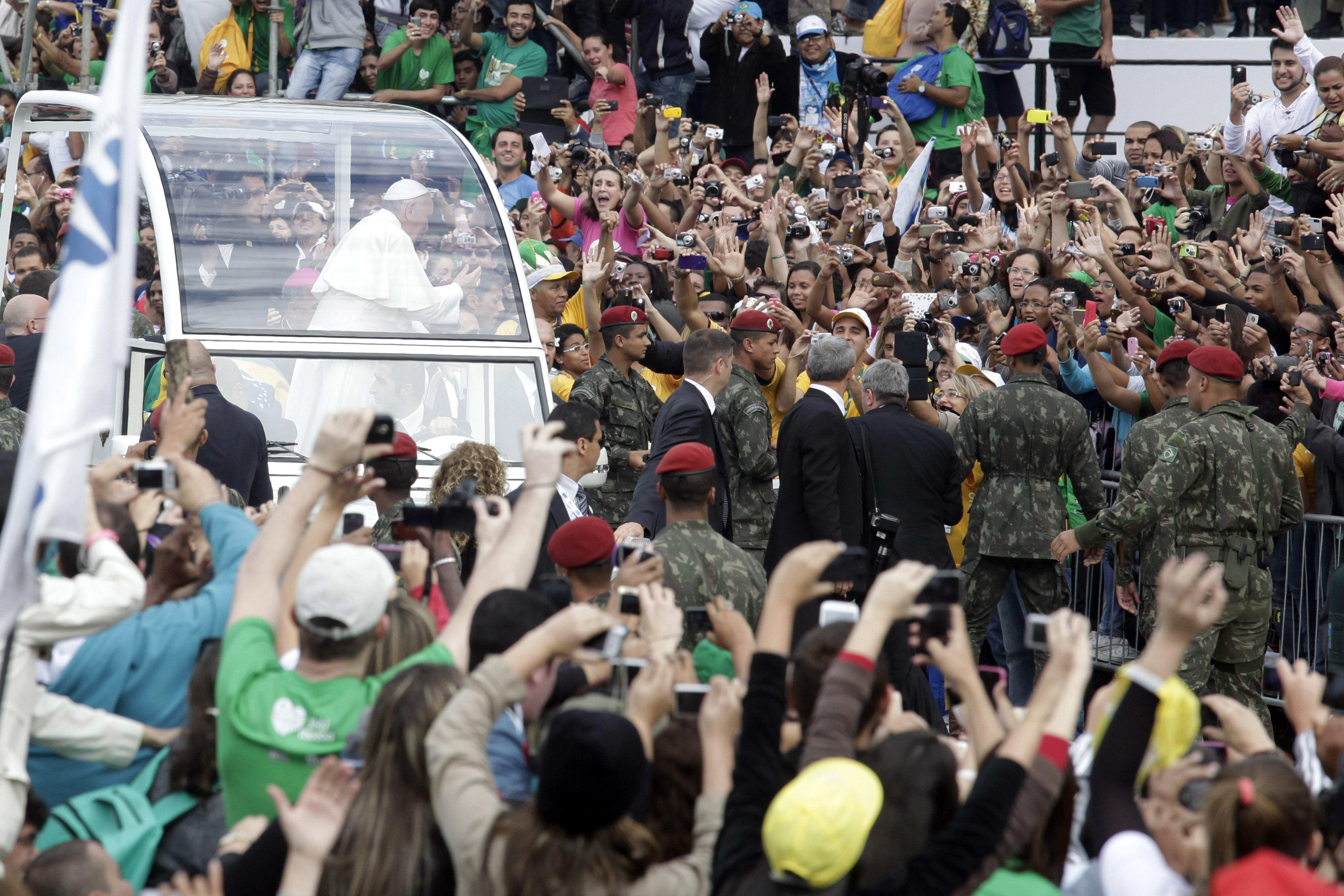
Papa Francesco saluta i fedeli in occasione della GMG del 2013 a Rio de Janeiro

Dal 23 al 28 luglio 2013 si è svolta la XXVIII edizione, la prima presieduta da papa Francesco, a Rio de Janeiro, in Brasile, con un'affluenza stimata di oltre 3 milioni di pellegrini. Durante la GMG si è svolto anche il più grande flash mob del mondo, che ha visto la partecipazione anche dei 1200 vescovi presenti. L'inno fu Esperança do amanhecer.

#### Cracovia 2016
La XXXI edizione della GMG, indetta in occasione del Giubileo straordinario della misericordia, si è tenuta dal 26 al 31 luglio 2016 a Cracovia, in Polonia, terra nativa di papa Giovanni Paolo II, fondatore e patrono delle giornate mondiali della gioventù. Alla veglia del sabato e alla messa del giorno dopo, si stima abbiano partecipato 2 milioni di pellegrini. L'inno fu Beati i misericordiosi.

#### Panama 2019
La XXXIV edizione della GMG si è tenuta dal 22 al 27 gennaio 2019 a Panama. L'inno fu Himmo istmeño.

### Gli incontri internazionali degli anni 2020

#### Lisbona 2023

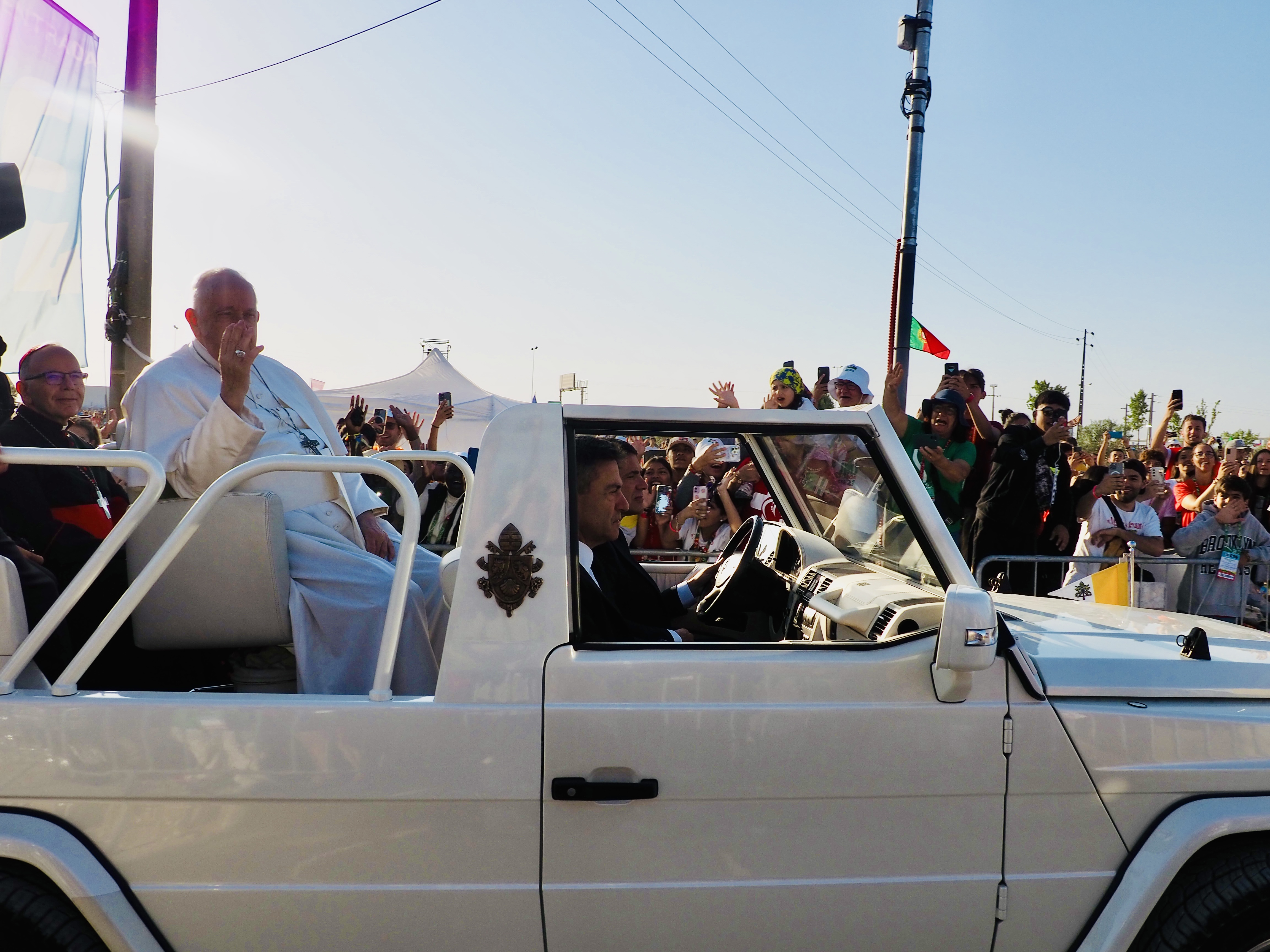
Papa Francesco arriva al parque Tejo per la Messa conclusiva della GMG 2023

La XXXVII edizione si è tenuta a Lisbona, in Portogallo, dall'1 al 6 agosto 2023. Inizialmente prevista per il 2022, è stata spostata nell’aprile 2022 all'anno successivo a causa della pandemia di COVID-19. All'evento si stima abbiano partecipato 1,5 milioni di pellegrini. L'inno fu Ha pressa no ar.

#### Seul 2027
La prossima edizione è prevista a Seul, in Corea del Sud, dal 3 all’8 agosto 2027. Il tema della XLI Giornata Mondiale della Gioventù sarà: «Abbiate coraggio: io ho vinto il mondo!» (Cfr. Gv 16,33).

## I simboli della GMG
Alla fine del Giubileo dei giovani 1984, papa Giovanni Paolo II ha consegnato ai giovani radunati a Roma una croce di legno alta quasi 4 m, diventata simbolo delle successive edizioni. Dal 2003, alla croce si è unita un'icona della Salus Populi Romani, ancora una volta donata da papa Giovanni Paolo II.
I due simboli sono portati in pellegrinaggio nelle diocesi cattoliche di tutto il mondo, in vista delle giornate internazionali, nelle quali sono sempre presenti.

## Edizioni
| Ediz.   | Data                 | Partecipanti, luogo, città                                                   | Logo | Tema                                                                                               | Pontefice         |
| ------- | -------------------- | ---------------------------------------------------------------------------- | ---- | -------------------------------------------------------------------------------------------------- | ----------------- |
| I       | 23 marzo 1986        | Diocesana                                                                    |      | Sempre pronti a testimoniare la speranza che è in voi (1Pt 3, 15)                                  | Giovanni Paolo II |
| II      | 11 - 12 aprile 1987  | 900.000/1.000.000 Avenida 9 de Julio, Buenos Aires Argentina                 |      | Noi abbiamo riconosciuto e creduto all'amore che Dio ha per noi (1Gv 4, 16)                        | Giovanni Paolo II |
| III     | 27 marzo 1988        | Diocesana                                                                    |      | Fate quello che egli vi dirà (Gv 2, 5b)                                                            | Giovanni Paolo II |
| IV      | 15 - 20 agosto 1989  | 600.000 Monte do Gozo, Santiago di Compostela Spagna                         |      | Io sono la via, la verità, la vita (Gv 14, 6)                                                      | Giovanni Paolo II |
| V       | 8 aprile 1990        | Diocesana                                                                    |      | Io sono la vite, voi i tralci (Gv 15, 5)                                                           | Giovanni Paolo II |
| VI      | 10 - 15 agosto 1991  | 1.500.000/1.800.000 da 75 nazioni Jasna Góra, Częstochowa Polonia            |      | Avete ricevuto uno Spirito da Figli (Rm 8, 15)                                                     | Giovanni Paolo II |
| VII     | 12 aprile 1992       | Diocesana                                                                    |      | Andate in tutto il mondo e predicate il Vangelo (Mc 16, 15)                                        | Giovanni Paolo II |
| VIII    | 10 - 15 agosto 1993  | 500.000/1.000.000 da 100 nazioni Cherry Creek State Park, Denver Stati Uniti |      | Io sono venuto perché abbiano la vita e l'abbiano in abbondanza (Gv 10, 10)                        | Giovanni Paolo II |
| IX      | 22 marzo 1994        | Diocesana                                                                    |      | Come il Padre ha mandato me, anch'io mando voi (Gv 20, 21)                                         | Giovanni Paolo II |
| X       | 10 - 15 gennaio 1995 | 4.000.000/5.000.000 Luneta Park, Manila Filippine                            |      | Come il Padre ha mandato me, anch'io mando voi (Gv 20, 21)                                         | Giovanni Paolo II |
| XI      | 31 marzo 1996        | Diocesana                                                                    |      | Signore da chi andremo? Tu solo hai parole di vita eterna (Gv 6, 68)                               | Giovanni Paolo II |
| XII     | 19 - 24 agosto 1997  | 1.100.000/1.200.000 da 157 nazioni Ippodromo di Longchamps Parigi Francia    |      | Maestro dove abiti? Venite e vedrete (Gv 1, 38-39)                                                 | Giovanni Paolo II |
| XIII    | 5 aprile 1998        | Diocesana                                                                    |      | Lo Spirito vi insegnerà ogni cosa (Gv 14, 26)                                                      | Giovanni Paolo II |
| XIV     | 28 marzo 1999        | Diocesana                                                                    |      | Il Padre vi ama (Gv 16, 27)                                                                        |                   |
| XV      | 15 - 20 agosto 2000  | 2.000.000/2.500.000 da 157 nazioni Tor Vergata, Roma Italia                  |      | Il Verbo si fece carne e venne ad abitare in mezzo a noi (Gv 1, 14)                                |                   |
| XVI     | 8 aprile 2001        | Diocesana                                                                    |      | Se qualcuno vuol venire dietro a me, rinneghi sé stesso, prenda la sua croce e mi segua (Lc 9, 23) |                   |
| XVII    | 23 - 28 luglio 2002  | 800.000 da 172 nazioni Downsview Park, Toronto Canada                        |      | Voi siete il sale della terra, la luce del mondo (Mt 5, 13-14)                                     |                   |
| XVIII   | 12 aprile 2003       | Diocesana                                                                    |      | Ecco tua madre! (Gv 19, 27)                                                                        |                   |
| XIX     | 1º aprile 2004       | Diocesana                                                                    |      | Vogliamo vedere Gesù (Gv 12, 21)                                                                   |                   |
| XX      | 16 - 21 agosto 2005  | 1.200.000 da 193 nazioni Marienfeld, Colonia Germania                        |      | Siamo venuti per adorarlo (Mt 2, 2)                                                                | Benedetto XVI     |
| XXI     | 9 aprile 2006        | Diocesana                                                                    |      | Lampada per i miei passi è la tua parola, luce sul mio cammino (Sal 119, 105)                      | Benedetto XVI     |
| XXII    | 1º aprile 2007       | Diocesana                                                                    |      | Come io vi ho amato, così amatevi anche voi gli uni gli altri (Gv 13, 34)                          | Benedetto XVI     |
| XXIII   | 15 - 20 luglio 2008  | 350.000/500.000 da 170 nazioni Ippodromo di Randwick, Sydney Australia       |      | Avrete forza dallo Spirito Santo che scenderà su di voi e mi sarete testimoni (At 1, 8)            | Benedetto XVI     |
| XXIV    | 5 aprile 2009        | Diocesana                                                                    |      | Abbiamo posto la nostra speranza nel Dio vivente (1Tm 4, 10)                                       | Benedetto XVI     |
| XXV     | 28 marzo 2010        | Diocesana                                                                    |      | Maestro buono, che cosa devo fare per avere in eredità la vita eterna? (Mc 10, 17)                 | Benedetto XVI     |
| XXVI    | 16 - 21 agosto 2011  | oltre 1.500.000 da 193 nazioni Aeroporto Cuatro Vientos, Madrid Spagna       |      | Radicati e fondati in Cristo, saldi nella fede (Col 2, 7)                                          | Benedetto XVI     |
| XXVII   | 1º aprile 2012       | Diocesana                                                                    |      | Siate sempre lieti nel Signore! (Fil 4, 4)                                                         | Benedetto XVI     |
| XXVIII  | 23 - 28 luglio 2013  | oltre 3.500.000 Copacabana, Rio de Janeiro Brasile                           |      | Andate e fate discepoli tutti i popoli! (Mt 28, 19)                                                | Francesco         |
| XXIX    | 13 aprile 2014       | Diocesana                                                                    |      | Beati i poveri in spirito, perché di essi è il regno dei cieli (Mt 5, 3)                           | Francesco         |
| XXX     | 29 marzo 2015        | Diocesana                                                                    |      | Beati i puri di cuore, perché vedranno Dio (Mt 5, 8)                                               | Francesco         |
| XXXI    | 26 - 31 luglio 2016  | 2.500.000/3.000.000 Campus Misericordiae, Cracovia Polonia                   |      | Beati i misericordiosi, perché troveranno misericordia (Mt 5, 7)                                   | Francesco         |
| XXXII   | 9 aprile 2017        | Diocesana                                                                    |      | Grandi cose ha fatto per me l’Onnipotente (Lc 1, 49)                                               | Francesco         |
| XXXIII  | 25 marzo 2018        | Diocesana                                                                    |      | Non temere, Maria, perché hai trovato grazia presso Dio (Lc 1, 30)                                 | Francesco         |
| XXXIV   | 22 - 27 gennaio 2019 | 700.000 da 156 Paesi Campo San Juan Pablo II - Metro Park, Panama            |      | Ecco la serva del Signore; avvenga per me secondo la tua parola (Lc 1,38)                          | Francesco         |
| XXXV    | 5 aprile 2020        | Diocesana                                                                    |      | Giovane, dico a te, alzati! (Lc 7,14)                                                              | Francesco         |
| XXXVI   | 21 novembre 2021     | Diocesana                                                                    |      | Alzati! Ti costituisco testimone di quel che hai visto! (At 26,16)                                 | Francesco         |
| XXXVII  | 20 novembre 2022     | Diocesana                                                                    |      | Maria si alzò e andò in fretta (Lc 1,39)                                                           | Francesco         |
| XXXVII  | 1 - 6 agosto 2023    | 1.500.000 Campo da Graça - Parque Tejo, Lisbona Portogallo                   |      | Maria si alzò e andò in fretta (Lc 1,39)                                                           | Francesco         |
| XXXVIII | 26 novembre 2023     | Diocesana                                                                    |      | Lieti nella speranza (Rm 12,12)                                                                    | Francesco         |
| XXXIX   | 24 novembre 2024     | Diocesana                                                                    |      | Quanti sperano nel Signore camminano senza stancarsi (Is 40,31)                                    | Francesco         |
| XL      | 23 novembre 2025     | Diocesana                                                                    |      | Anche voi date testimonianza, perché siete con me (Cfr. Gv 15,27)                                  | Leone XIV         |
| XLI     | 24 novembre 2026     | Diocesana                                                                    |      | Abbiate coraggio: io ho vinto il mondo! (Gv 16,33)                                                 | Leone XIV         |
| XLI     | 3 - 8 agosto 2027    | Seul Corea del Sud                                                           |      | Abbiate coraggio: io ho vinto il mondo! (Gv 16,33)                                                 | Leone XIV         |

## Altri incontri internazionali della gioventù
| Incontro                                                                | Data                      | Partecipanti, luogo, città                        | Logo | Tema                   | Pontefice         |
| ----------------------------------------------------------------------- | ------------------------- | ------------------------------------------------- | ---- | ---------------------- | ----------------- |
| Giubileo Internazionale della Gioventù                                  | 11 - 15 aprile 1984       | Roma                                              |      | A Festival of Hope     | Giovanni Paolo II |
| Raduno dei giovani in occasione dell'Anno internazionale della gioventù | 30 - 31 marzo 1985        | Roma                                              |      | Christux pax Nostra    | Giovanni Paolo II |
| Giubileo dei giovani 2025                                               | 28 luglio - 3 agosto 2025 | 1.000.000 da 146 nazioni Tor Vergata, Roma Italia |      | Pellegrini di speranza | Leone XIV         |